# Ronnie Fridthjof
Ronnie Fridthjof (født 15. august 1975 i Århus) er en dansk filmproducent, der står bag filmselskabet Fridthjof Entertainment og Fridthjof Animation der blandt andet producerer børne animationsfilmen og TV-serien "Lotte & Totte" baseret på de kendte børnebøger af Gunilla Wolde . Filmen er skrevet og instrueres af instruktør og manuskriptforfatter Mia Fridthjof. Filmen kommer i de danske biografer i sommerferien 2025 og serien vises på DR i 2026.
Ronnie og Mia Fridthjof danner par privat, og har sammen tre børn.
Ronnie Fridthjof er også manden bag Fridthjof Film A/S som han i mange år drev med Toke Rude Trangbæk og Rasmus Heide. Selskabet blev kendt for sine mange større biograf og dokumentar successer.
Ronnie Fridthjof har blandt andet skrevet og produceret den historiske film I Krig & Kærlighed (2018) der vandt prisen for Bedste Nordiske Film samt Publikumsprisen på Santa Barbara International Film Festival i 2019. Derudover har han produceret dokumentarfilmen Armadillo i 2010 der vandt ved Cannes Film Festival i 2010. Han er også kendt for at have produceret blockbuster komedierne Blå Mænd (2008), Julefrokosten (2010), Alle for én (2011) og opfølgerne Alle for to (2013) og Alle for tre (2017). Disse komedier blev de mest sete film på dansk TV i en årrække. Han er idémand bag og har produceret tv-serien Heartless der blev udtaget til Berlin Film Festival og som blev købt af Netflix og HBO.
Han blev i 2013 overrakt IB-Prisen der gives af instruktørsammenslutningen til en person der har gjort noget godt for dansk film. Han er ligeledes af filmmagasinet Ekko blevet udnævnt til at være blandt de mest magtfulde i dansk filmindustri.
Han er uddannet på og har været et aktivt bestyrelsesmedlem for den internationale filmhøjskole, Filmhøjskolen (European Film College), som ligger i Ebeltoft.
Ronnie Fridthjof flyttede i 2020 til Aarhus med sin familie. Her blev han chef for Filmby Aarhus og Den Vestdanske Filmpulje hvor han blandt andet lavede et "Oscar kortfilms call" der affødte kortfilmen "Ridder Lykke" af instruktør Lasse Lyskjær Noer, der blev nomineret til en Oscar i 2024.
Ronnie Fridthjof er søn af Jack Fridthjof, som er en kendt Århus personlighed pga sit virke i Lokalradio og TV i Aarhus igennem mange årtier.

## Filmografi

### Producer
- Lotte & Totte (2025), producer [13]
- Loving Adults (2022), executive producer [14]
- Undtagelsen (2019), executive producer
- I Krig & Kærlighed (2018), producer og manuskriptforfatter
- Alle for tre (2017), producer
- The underste land (2014), executive producer, (post-production)
- Heartless (2014), producer
- Sjit Happens (2012-), executive producer
- Kolbøttefabrikken (2013), producer
- A-klassen (2012-2013), producer
- Alle for to (2012), producer
- Mercy Mercy - Adoptionens pris (2012) (Dokumentar), producer
- Over kanten (2012), producer
- Eddie (2012), producer,
- Kill (Short) (2012), executive producer
- Rainbow Monkeys (Short) (2011), executive producer,
- Rupture (Short) (2011), executive producer,
- The House Inside Her (Short) (2011), executive producer,
- P.O.V. (TV Series) - Armadillo (2011), producer,
- Alle for én (2011), producer,
- Vores krig (TV Series) (2010), producer
- Armadillo (2010), producer
- Udflugt (Short) (2010), producer,
- Søren Gade - de sidste 48 timer (Dokumentar, short), producer,
- Krigsminister (Dokumentar, short) (2010), producer,
- Skynd dig hjem (Dokumentar) (2010), producer,
- Julefrokosten (2009), producer
- Blå Mænd (2008), producer
- Alliancen (Short) (2008), executive producer
- Togetherness (Short) (2007), executive producer
- Politiskolen (TV Serie - Dokumentar) (2007), producer,

- Solo (Dokumentar) (2007), producer,
- Pistoleros(2007), executive post-produktions producer,
- Under bæltestedet (Short) (2006), executive producer,
- Welcome to New Orleans (TV Movie - Dokumentar) (2006), executive producer,
- Mik Schacks hjemmeservice (2001-2006), executive producer
- Familie på farten - med farmor i Australien (TV Serie - Dokumentar) (2005), producer,
- Veninder (film fra 2005), post producer,
- Bølle Bob og Smukke Sally (2005), post producer,
- Kærlighed ved første hik 3 - Anja efter Viktor (2003), post producer,
- På den anden side (2002), executive producer,
- Tempo (1998), producer